# Castillonuevo
Castillonuevo è un comune spagnolo di 20 abitanti situato nella comunità autonoma della Navarra.